# 中島定彦
中島 定彦（なかじま さだひこ、1965年6月 - ）は、日本の心理学者。関西学院大学文学部総合心理科学科教授。

## 人物・来歴
1965年高知県高知市生まれ。1988年上智大学文学部心理学科卒業。1990年慶應義塾大学大学院社会学研究科心理学専攻修士課程修了、1993年同博士課程単位取得満期退学。1995年慶應義塾大学より博士（心理学）の学位を取得。上智大学では平井久、慶應義塾大学では佐藤方哉に師事。
日本学術振興会特別研究員、同海外特別研究員（ペンシルベニア大学客員研究員）を経て、1997年関西学院大学文学部専任講師、2001年助教授、2007年准教授、2009年教授。

## 著書

### 単著
- 中島定彦『動物心理学 ー心の射影と発見』昭和堂〈関西学院大学研究叢書〉、2019年。ISBN 4812219027。OCLC 1128247287。
- 『アニマルラーニング』（ナカニシヤ出版, 2002年）

### 共著
- （実森正子）『学習の心理』（サイエンス社, 2000年）

### 編著
- （今田寛監修）『学習心理学における古典的条件づけの理論』（培風館, 2003年）
- （上田恵介, 岡ノ谷一夫, 菊水健史, 坂上貴之, 辻和希, 友永雅己, 長谷川寿一, 松島俊也）『行動生物学辞典』（東京化学同人, 2013年）